# Аушра Адикліте
Ау́шра Адиклі́те лит. Aušra Adiklite — (нар. 25 жовтня 1935) — литовська літературознавиця.
Адикліте Аушра є співавтором праці «Тарас Шевченко і Литва», що опублікувана литовською мовою, в якій наведено факти ідейного та літературного впливу Тараса Шевченка на прогресивну громадську думку Литви 19—20 століть, де розглядаються основні переклади Шевченка на литовську мову.

## Праці
Авторка низки статей у «Великій радянській енциклопедії», «Історії литовської літератури»
- A. A. Adiklite. Gricius Augustinas Lyudovich. Lietuvių literatūros istorija, t. 4, Vilnius, 1968.(лит.)
- А. А. Адиклите. Грициус Аугустинас Людович. БСЭ, 1970-1977.(рос.)
- А. А. Адиклите. Гудайтис-Гузявичюс Александрас. БСЭ, 1970-1977.(рос.)

Також:
- Адиклите А. А, Охрименко П. П. Т. Шевченко и Литва / А. Адиклите, П. Охрименко. – Вильнюс. – 1961. – 32 с. Adiklite AA, PP Okhrimenko Shevchenko ir Lietuva / A. Adiklite. – Vilnius. – 1961. – 32-os

### Статті
- Адиклите А. Т. Шевченко в Литве // Pergale [Пяргале – Победа]. – Вильнюс, 1961. – № 3. – С. 2–12. Репр.: автопортрет.
- Адиклите А. Т. Шевченко и Литва / А. Адиклите // Švyturys [Маяк]. – Вильнюс, 1961. – № 4. – С. 8.